# Moldávia nos Jogos Olímpicos de Verão de 2024
Moldávia competiu nos Jogos Olímpicos de Verão de 2024 realizados em Paris, na França, entre 26 de julho e 11 de agosto de 2024. Foi a oitava participação consecutiva do país nos Jogos Olímpicos de Verão na era pós-soviética.
Foi representado por 26 atletas que competiram em dez esportes. Conquistou quatro medalhas, sendo uma de prata com Anastasia Nichita na categoria até 57 kg da luta livre, e três de bronze, sendo duas no judô com Denis Vieru na categoria até 66 kg e Adil Osmanov na categoria até 73 kg, ambas entre os homens, e com Serghei Tarnovschi no C-1 1000 metros masculino da canoagem de velocidade.

## Medalhas
| Atleta             | Esporte  | Evento                   | Medalha |
| ------------------ | -------- | ------------------------ | ------- |
| Anastasia Nichita  | Lutas    | Livre até 57 kg feminino | Prata   |
| Denis Vieru        | Judô     | Até 66 kg masculino      | Bronze  |
| Adil Osmanov       | Judô     | Até 73 kg masculino      | Bronze  |
| Serghei Tarnovschi | Canoagem | C-1 1000 m masculino     | Bronze  |

## Competidores
Esta foi a participação por modalidade nesta edição:
| Esporte        | Masculino | Feminino | Total |
| -------------- | --------- | -------- | ----- |
| Atletismo      | 2         | 3        | 5     |
| Canoagem       | 1         | 2        | 3     |
| Halterofilismo | 1         | 0        | 1     |
| Hipismo        | 0         | 1        | 1     |
| Judô           | 3         | 0        | 3     |
| Lutas          | 4         | 3        | 7     |
| Natação        | 1         | 1        | 2     |
| Tênis de mesa  | 1         | 0        | 1     |
| Tiro           | 0         | 1        | 1     |
| Tiro com arco  | 1         | 1        | 2     |
| Total          | 14        | 12       | 26    |

## Desempenho

### Atletismo
- Q = Qualificado para a próxima fase
- q = Qualificado para a próxima fase como o perdedor mais rápido ou, em eventos de campo, pela posição sem atingir o alvo para qualificação
- N/A = Fase não aplicável para o evento
- Bye = Atleta não precisou disputar aquela fase

Masculino
Eventos de campo
| Atleta           | Evento                | Qualificação | Qualificação | Final       | Final       | Ref.        |
| Atleta           | Evento                | Marca        | Pos.         | Marca       | Pos.        | Ref.        |
| ---------------- | --------------------- | ------------ | ------------ | ----------- | ----------- | ----------- |
| Serghei Marghiev | Lançamento de martelo | 73.46        | 18           | Não avançou | Não avançou | [ 5 ]       |
| Andrian Mardare  | Lançamento de dardo   | 84.13        | 9 Q          | 80.10       | 12          | [ 6 ] [ 7 ] |

Feminino
Eventos de campo
| Atleta              | Evento                | Qualificação | Qualificação | Final       | Final       | Ref.          |
| Atleta              | Evento                | Marca        | Pos.         | Marca       | Pos.        | Ref.          |
| ------------------- | --------------------- | ------------ | ------------ | ----------- | ----------- | ------------- |
| Zalina Marghieva    | Lançamento de martelo | 67.84        | 22           | Não avançou | Não avançou | [ 8 ]         |
| Dimitriana Bezede   | Arremesso de peso     | 16.35        | 27           | Não avançou | Não avançou | [ 9 ]         |
| Alexandra Emilianov | Lançamento de disco   | 64.33        | 6 Q          | 58.08       | 11          | [ 10 ] [ 11 ] |

### Canoagem

#### Velocidade
Masculino
| Atleta             | Evento     | Eliminatórias | Eliminatórias | Quartas | Quartas | Semifinal | Semifinal | Final   | Final             | Ref.   |
| Atleta             | Evento     | Tempo         | Pos.          | Tempo   | Pos.    | Tempo     | Pos.      | Tempo   | Pos.              | Ref.   |
| ------------------ | ---------- | ------------- | ------------- | ------- | ------- | --------- | --------- | ------- | ----------------- | ------ |
| Serghei Tarnovschi | C-1 1000 m | 3:49.27       | 1             | Bye     | Bye     | 3:45.33   | 2 FA      | 3:44.68 | Medalha de bronze | [ 12 ] |

Feminino
| Atleta                      | Evento    | Eliminatórias | Eliminatórias | Quartas | Quartas | Semifinal   | Semifinal   | Final       | Final       | Ref.          |
| Atleta                      | Evento    | Tempo         | Pos.          | Tempo   | Pos.    | Tempo       | Pos.        | Tempo       | Pos.        | Ref.          |
| --------------------------- | --------- | ------------- | ------------- | ------- | ------- | ----------- | ----------- | ----------- | ----------- | ------------- |
| Daniela Cociu               | C-1 200 m | 49.14         | 4             | 48.93   | 3       | Não avançou | Não avançou | Não avançou | Não avançou | [ 13 ]        |
| Maria Olărașu               | C-1 200 m | 50.14         | 7             | 52.03   | 7       | Não avançou | Não avançou | Não avançou | Não avançou | [ 14 ]        |
| Daniela Cociu Maria Olărașu | C-2 500 m | 1:58.81       | 4             | 1:56.22 | 2       | 1:56.66     | 4 FA        | 1:56.96     | 7           | [ 13 ] [ 14 ] |

Legenda: FA = Final A (disputa de medalha); FB = Final B (sem disputa de medalha); FC = Final C (sem disputa de medalha)

### Halterofilismo
Masculino
| Atleta     | Evento    | Arranco | Arranco | Arremesso | Arremesso | Total | Pos. | Ref.   |
| Atleta     | Evento    | Result. | Pos.    | Result.   | Pos.      | Total | Pos. | Ref.   |
| ---------- | --------- | ------- | ------- | --------- | --------- | ----- | ---- | ------ |
| Marin Robu | Até 89 kg | 175     | 3       | 208       | 4         | 383   | 4    | [ 15 ] |

### Hipismo

#### Adestramento
| Atleta       | Cavalo      | Evento     | Grand Prix | Grand Prix | Grand Prix Special | Grand Prix Special | Grand Prix Freestyle | Grand Prix Freestyle | Geral       | Geral       | Ref.   |
| Atleta       | Cavalo      | Evento     | Total      | Pos.       | Total              | Pos.               | Técnico              | Artístico            | Total       | Pos.        | Ref.   |
| ------------ | ----------- | ---------- | ---------- | ---------- | ------------------ | ------------------ | -------------------- | -------------------- | ----------- | ----------- | ------ |
| Alisa Glinka | Abercrombie | Individual | 66.056     | 53         | —                  | —                  | Não avançou          | Não avançou          | Não avançou | Não avançou | [ 16 ] |

### Judô
Masculino
| Atleta         | Evento    | Primeira fase               | Oitavas                 | Quartas               | Semifinais           | Repescagem           | Final / DB             | Final / DB        | Ref.   |
| Atleta         | Evento    | Adversário Resultado        | Adversário Resultado    | Adversário Resultado  | Adversário Resultado | Adversário Resultado | Adversário Resultado   | Pos.              | Ref.   |
| -------------- | --------- | --------------------------- | ----------------------- | --------------------- | -------------------- | -------------------- | ---------------------- | ----------------- | ------ |
| Denis Vieru    | Até 66 kg | Bye                         | FIN L Saha V 01–00      | SRB S Bunčić V 10–00  | JPN H Abe D 00–01    | Bye                  | FRA W Khyar V 01–00    | Medalha de bronze | [ 17 ] |
| Adil Osmanov   | Até 73 kg | USA J Yonezuka V 10–00      | UZB M Yuldoshev V 10–00 | MGL E Batzaya V 10–00 | FRA J Gaba D 00–11   | Bye                  | ITA M Lombardo V 10–00 | Medalha de bronze | [ 18 ] |
| Mihail Latișev | Até 81 kg | GEO T Grigalashvili D 00–10 | Não avançou             | Não avançou           | Não avançou          | Não avançou          | Não avançou            | =17               | [ 19 ] |

### Lutas

#### Greco-romana
Masculino
| Atleta         | Evento    | Oitavas              | Quartas              | Semifinais           | Repescagem           | Final / DB           | Final / DB  | Ref.   |
| Atleta         | Evento    | Adversário Resultado | Adversário Resultado | Adversário Resultado | Adversário Resultado | Adversário Resultado | Pos.        | Ref.   |
| -------------- | --------- | -------------------- | -------------------- | -------------------- | -------------------- | -------------------- | ----------- | ------ |
| Victor Ciobanu | Até 60 kg | PRK Ri S-u D 3–10    | Não avançou          | Não avançou          | Não avançou          | Não avançou          | Não avançou | [ 20 ] |
| Valentin Petic | Até 67 kg | CHI N Almanza V 4–0  | AZE H Jafarov D 1–3  | Não avançou          | Não avançou          | Não avançou          | Não avançou | [ 21 ] |

#### Livre
Masculino
| Atleta         | Evento    | Oitavas                | Quartas              | Semifinais           | Repescagem           | Final / DB           | Final / DB  | Ref.   |
| Atleta         | Evento    | Adversário Resultado   | Adversário Resultado | Adversário Resultado | Adversário Resultado | Adversário Resultado | Pos.        | Ref.   |
| -------------- | --------- | ---------------------- | -------------------- | -------------------- | -------------------- | -------------------- | ----------- | ------ |
| Maxim Saculțan | Até 65 kg | JPN K Kiyooka D 0–10   | Não avançou          | Não avançou          | PUR S Rivera D 4–15  | Não avançou          | Não avançou | [ 22 ] |
| Radu Lefter    | Até 97 kg | POL Z Baranowski D 2–8 | Não avançou          | Não avançou          | Não avançou          | Não avançou          | Não avançou | [ 23 ] |

Feminino
| Atleta            | Evento    | Oitavas                 | Quartas              | Semifinais           | Repescagem           | Final / DB           | Final / DB       | Ref.   |
| Atleta            | Evento    | Adversário Resultado    | Adversário Resultado | Adversário Resultado | Adversário Resultado | Adversário Resultado | Pos.             | Ref.   |
| ----------------- | --------- | ----------------------- | -------------------- | -------------------- | -------------------- | -------------------- | ---------------- | ------ |
| Mariana Drăguțan  | Até 53 kg | ROU A Ana D 0–5         | Não avançou          | Não avançou          | Não avançou          | Não avançou          | Não avançou      | [ 24 ] |
| Anastasia Nichita | Até 57 kg | GER S Paruszewski V 9–0 | BRA G Penalber V 5–0 | CHN Hong K V 2F–7    | —                    | JPN T Sakurai D 0–6  | Medalha de prata | [ 25 ] |
| Irina Rîngaci     | Até 68 kg | PRK Pak S-g D 6–10      | Não avançou          | Não avançou          | Não avançou          | Não avançou          | Não avançou      | [ 26 ] |

### Natação
Masculino
| Atleta         | Evento      | Eliminatórias | Eliminatórias | Semifinal | Semifinal | Final       | Final       | Ref.   |
| Atleta         | Evento      | Tempo         | Pos.          | Tempo     | Pos.      | Tempo       | Pos.        | Ref.   |
| -------------- | ----------- | ------------- | ------------- | --------- | --------- | ----------- | ----------- | ------ |
| Pavel Alovațki | 400 m livre | 3:59.77       | 31            | —         | —         | Não avançou | Não avançou | [ 27 ] |

Feminino
| Atleta           | Evento       | Eliminatórias | Eliminatórias | Semifinal   | Semifinal   | Final       | Final       | Ref.   |
| Atleta           | Evento       | Tempo         | Pos.          | Tempo       | Pos.        | Tempo       | Pos.        | Ref.   |
| ---------------- | ------------ | ------------- | ------------- | ----------- | ----------- | ----------- | ----------- | ------ |
| Tatiana Salcuțan | 200 m costas | 2:13.20       | 23            | Não avançou | Não avançou | Não avançou | Não avançou | [ 28 ] |

### Tênis de mesa
Masculino
| Atleta         | Evento  | Preliminar           | Primeira rodada      | Segunda rodada       | Oitavas de final     | Quartas de final     | Semifinal            | Final                | Final       | Ref.   |
| Atleta         | Evento  | Adversário Resultado | Adversário Resultado | Adversário Resultado | Adversário Resultado | Adversário Resultado | Adversário Resultado | Adversário Resultado | Pos.        | Ref.   |
| -------------- | ------- | -------------------- | -------------------- | -------------------- | -------------------- | -------------------- | -------------------- | -------------------- | ----------- | ------ |
| Vladislav Ursu | Simples | USA K Jha D 0–4      | Não avançou          | Não avançou          | Não avançou          | Não avançou          | Não avançou          | Não avançou          | Não avançou | [ 29 ] |

### Tiro
Feminino
| Atleta     | Evento             | Qualificação | Qualificação | Final       | Final       | Ref.   |
| Atleta     | Evento             | Marca        | Pos.         | Marca       | Pos.        | Ref.   |
| ---------- | ------------------ | ------------ | ------------ | ----------- | ----------- | ------ |
| Anna Dulce | Pistola de ar 10 m | 569          | 28           | Não avançou | Não avançou | [ 30 ] |

### Tiro com arco
Masculino
| Atleta    | Evento     | Ranqueamento | Ranqueamento | Fase de 64           | Fase de 32           | Oitavas              | Quartas              | Semifinal            | Final / DB           | Final / DB  | Ref.   |
| Atleta    | Evento     | Total        | Pos.         | Adversário Resultado | Adversário Resultado | Adversário Resultado | Adversário Resultado | Adversário Resultado | Adversário Resultado | Pos.        | Ref.   |
| --------- | ---------- | ------------ | ------------ | -------------------- | -------------------- | -------------------- | -------------------- | -------------------- | -------------------- | ----------- | ------ |
| Dan Olaru | Individual | 671          | 18           | VIE Lê Q V 6–0       | COL S Arcila D 2–6   | Não avançou          | Não avançou          | Não avançou          | Não avançou          | Não avançou | [ 31 ] |

Feminino
| Atleta          | Evento     | Ranqueamento | Ranqueamento | Fase de 64            | Fase de 32           | Oitavas              | Quartas              | Semifinal            | Final / DB           | Final / DB  | Ref.   |
| Atleta          | Evento     | Total        | Pos.         | Adversário Resultado  | Adversário Resultado | Adversário Resultado | Adversário Resultado | Adversário Resultado | Adversário Resultado | Pos.        | Ref.   |
| --------------- | ---------- | ------------ | ------------ | --------------------- | -------------------- | -------------------- | -------------------- | -------------------- | -------------------- | ----------- | ------ |
| Alexandra Mîrca | Individual | 631          | 51           | MAS S Mashayikh D 0–6 | Não avançou          | Não avançou          | Não avançou          | Não avançou          | Não avançou          | Não avançou | [ 32 ] |

Misto
| Atleta                    | Evento  | Ranqueamento | Ranqueamento | Fase de 64           | Fase de 32           | Oitavas              | Quartas              | Semifinal            | Final / DB           | Final / DB  | Ref.          |
| Atleta                    | Evento  | Total        | Pos.         | Adversário Resultado | Adversário Resultado | Adversário Resultado | Adversário Resultado | Adversário Resultado | Adversário Resultado | Pos.        | Ref.          |
| ------------------------- | ------- | ------------ | ------------ | -------------------- | -------------------- | -------------------- | -------------------- | -------------------- | -------------------- | ----------- | ------------- |
| Dan Olaru Alexandra Mîrca | Equipes | 1302         | 22           | —                    | —                    | Não avançou          | Não avançou          | Não avançou          | Não avançou          | Não avançou | [ 31 ] [ 32 ] |